# Little Nicky
Little Nicky, maček, * 20. oktober 2004.
Little Nicky je klonirana mačka, ki velja za prvo uspešno klonirano mačko za komercialne razloge. 
Klonirali so ga na podlagi DNK sedemnajstletne mačke, Nicky, ki je umrl leta 2003; kloniranje je opravilo podjetje Genetic Savings and Clone za celo 50.000 dolarjev.